# Alan Williams (piragüista)
Alan John Williams (21 de abril de 1954) es un deportista británico que compitió en piragüismo en la modalidad de aguas tranquilas. Ganó dos medallas en el Campeonato Mundial de Piragüismo en los años 1981 y 1983.
Participó en dos Juegos Olímpicos de Verano en los años 1976 y 1980, su mejor actuación fue un quinto puesto logrado en las semifinales de la prueba de K4 1000 m en la edición de Montreal 1976.

## Palmarés internacional
| Campeonato Mundial | Campeonato Mundial       | Campeonato Mundial | Campeonato Mundial |
| Año                | Lugar                    | Medalla            | Evento             |
| ------------------ | ------------------------ | ------------------ | ------------------ |
| 1981               | Nottingham (Reino Unido) | Medalla de bronce  | K4 10 000 m        |
| 1983               | Tampere (Finlandia)      | Medalla de oro     | K2 10 000 m        |